# Малая Шишовка (Кировская область)
Малая Шишовка — деревня в Санчурском муниципальном округе Кировской области России.

## География
Деревня находится в юго-западной части Кировской области, в зоне хвойно-широколиственных лесов, на левом берегу реки Большая Кокшага, на расстоянии приблизительно 5 километров к юго-юго-востоку (SSE) от Санчурска, административного центра района. Абсолютная высота — 85 метров над уровнем моря.
Климат
Климат характеризуется как умеренно континентальный, с умеренно холодной снежной зимой и тёплым летом. Среднегодовая температура — 1,5 °C. Абсолютный минимум температуры воздуха самого холодного месяца (января) составляет −45 °C; абсолютный максимум самого тёплого месяца (июля) — 37 °C. Годовое количество атмосферных осадков — 687 мм, из которых большая часть выпадает в тёплый период.

## Население
| 2010 |
| ---- |
| 172  |

Половой состав
По данным Всероссийской переписи населения 2010 года в гендерной структуре населения мужчины составляли 40,7 %, женщины — соответственно 59,3 %.
Национальный состав
Согласно результатам переписи 2002 года, в национальной структуре населения русские составляли 80 % из 189 чел.